# 鈴木貴男
鈴木 貴男（すずき たかお、1976年9月20日 - ）は、北海道札幌市手稲区出身の元男子プロテニス選手、YouTuber。自己最高ランキングはシングルス102位、ダブルス119位。現所属はTeam REC。身長175cm、体重72kg、右利き。フォア・バックともストロークは片手打ちであるが、14歳時までは両サイド両手打ちで、それから変更したという異色の経歴を持っている。現在はテニスチャンネル「スターテニスアカデミー」のメインMCも担当している。

## 略歴
堀越学園高時代、インターハイで3冠（単複・団体）を達成。卒業と同時にプロに転じ、1995年の全日本室内選手権・サテライトサーキット第3戦で優勝。同年からデビスカップ日本代表にも選出され、“ポスト松岡修造”として将来を大きく嘱望される。1996年のアトランタ五輪に日本代表選手として出場。その後、1996年・1997年の全日本テニス選手権男子シングルスで2連覇を達成する。1998年にはチャレンジャーで3勝、ストックホルム・オープンではベスト8に進出した。1999年全豪オープン・ウィンブルドン・全米オープンの3大会で本戦出場を果たし、全豪の1回戦では世界ランキング3位のアレックス・コレチャとフルセットにもつれこむ激戦を演じた。
その後故障で休養を余儀なくされたが、2000年にチャレンジャーで4大会連続優勝を果たす。翌2001年のデビスカップでは、タイのパラドーン・スリチャパンを破り、日本チームの2回戦進出に貢献する。同年のAIGジャパンオープンでは、1989年全仏オープン優勝者のマイケル・チャンを破り、日本人として松岡修造以来13年ぶりのベスト8進出を果たした。同大会では2002年・2003年もベスト16に進出。2003年ウィンブルドン選手権では、日本人選手として松岡以来7年ぶりの4大大会本戦での勝ち星を挙げ、1回戦でディック・ノーマンを破ったが、続く2回戦でカロル・クチェラに敗れた。
翌2004年のデビスカップ対インド戦では74年ぶりの勝利に貢献する。2005年全豪オープンでは、1回戦でアメリカのジャン・マイケル・ギャンビルをストレートで下し、同大会で松岡以来16年ぶりの勝利を挙げると、2回戦でも前年優勝者のロジャー・フェデラーと好試合を展開した。ダブルスでは盧彦勳とペアを組み、ユルゲン・メルツァー/アレクサンドル・ワスケ組との3回戦まで進出した。これは1968年のオープン化（プロ解禁）以来では、日本男子としての4大大会男子ダブルス最高成績になる。同年のAIGジャパンオープンテニスでは岩渕聡とダブルスを組み、決勝でシーモン・アスペリン/トッド・ペリー組をストレートで破り、1970年の現行男子ツアー制度導入後、日本選手が組んだペアでは初のツアー優勝を飾った。
2006年のAIGジャパンオープンでは男子シングルス準々決勝に進出したが、当時世界ランキング1位のロジャー・フェデラーに6-4, 5-7, 6-7で敗れた。この後、鈴木は世界ランキングを1078位から459位まで戻した。2007年の全日本選手権では、2連覇中だった岩渕聡、若手の添田豪を押さえ、久々の男子シングルス優勝を飾った。
デビスカップでも長く活動を続け、デビスカップ日本代表の全ての記録において代表歴代1位を保持している。
シングルス・ダブルスともに、日本人選手としては注目すべき実績を残しているが、相次ぐ怪我に悩まされ、ATPランキングトップ100入りは未だに果たしていない。シングルスのキャリアハイ（102位）は、ATPランキング制度採用後の日本人選手では歴代12位であり、20世紀にプロデビューを果たした選手に絞ると、松岡修造・九鬼潤・坂井利郎・神和住純についで歴代5位となる。
松岡とともにサーバーとしての評価が高く、身長175cmとテニス選手としては左程大柄な体型ではないものの、そのサーブのスピードは時速200キロを超える。サーバーとしての総合的な能力を数値化したATPのサーブレーティングランキングでも、世界歴代64位にランクインしており、日本人選手では松岡・錦織圭らを抑えて歴代1位である。

## ATPツアー決勝進出結果

### ダブルス: 1回 (1勝0敗)
| 結果 | No. | 決勝日        | 大会 | サーフェス | パートナー | 対戦相手                            | スコア               |
| ---- | --- | ------------- | ---- | ---------- | ---------- | ----------------------------------- | -------------------- |
| 優勝 | 1.  | 2005年10月9日 | 東京 | ハード     | 岩渕聡     | トッド・ペリー シーモン・アスペリン | 5-4(7-3), 5-4(15-13) |

## 4大大会シングルス成績
略語の説明
| W | F | SF | QF | #R | RR | Q# | LQ | A | Z# | PO | G | S | B | NMS | P | NH |

W=優勝, F=準優勝, SF=ベスト4, QF=ベスト8, #R=#回戦敗退, RR=ラウンドロビン敗退, Q#=予選#回戦敗退, LQ=予選敗退, A=大会不参加, Z#=デビスカップ/BJKカップ地域ゾーン, PO=デビスカップ/BJKカッププレーオフ, G=オリンピック金メダル, S=オリンピック銀メダル, B=オリンピック銅メダル, NMS=マスターズシリーズから降格, P=開催延期, NH=開催なし.
| 大会           | 1996 | 1997 | 1998 | 1999 | 2000 | 2001 | 2002 | 2003 | 2004 | 2005 | 2006 | 2007 | 2008 | 2009 | 2010 | 通算成績 |
| -------------- | ---- | ---- | ---- | ---- | ---- | ---- | ---- | ---- | ---- | ---- | ---- | ---- | ---- | ---- | ---- | -------- |
| 全豪オープン   | LQ   | A    | LQ   | 1R   | LQ   | 1R   | LQ   | LQ   | LQ   | 2R   | LQ   | A    | LQ   | A    | LQ   | 1–3      |
| 全仏オープン   | A    | A    | LQ   | LQ   | A    | A    | LQ   | LQ   | LQ   | LQ   | A    | A    | A    | A    | A    | 0–0      |
| ウィンブルドン | A    | A    | LQ   | 1R   | A    | LQ   | LQ   | 2R   | LQ   | LQ   | A    | LQ   | A    | A    | A    | 1–2      |
| 全米オープン   | A    | A    | LQ   | 1R   | LQ   | LQ   | LQ   | LQ   | 1R   | LQ   | A    | LQ   | A    | A    | A    | 0–2      |

## 著書
- 試合に勝つテニス 鈴木貴男のサーブ&ボレーレッスン（実業之日本社）